# Antički brodolom pred uvalom Zaraćem na Hvaru
Ostatci brodoloma iz starog vijeka nalate se ispred uvale Zoraća i naselja Zaraće istočno od grada Hvara.

## Opis
Pred uvalom Zoraće, istočno od grada Hvara, nalaze se ostatci antičkog brodoloma. Oba tipa amfora, a time i sam brodolom mogu se datirati u razdoblje od 4. do 6. stoljeća.

## Zaštita
Pod oznakom Z-5771 zavedeni su kao nepokretno kulturno dobro - arheologija, pravna statusa zaštićena kulturnog dobra, klasificirano kao "podvodna arheološka zona/nalazište".